# رحمان سویدوگرو
رحمان سویدوگرو (انگلیسی: Rahman Soyudoğru؛ زادهٔ ۶ ژانویهٔ ۱۹۸۹) بازیکن فوتبال اهل ترکیه است.
از باشگاه‌هایی که در آن بازی کرده‌است می‌توان به باشگاه فوتبال سیواس‌اسپور، باشگاه ورزشی گوزتپه، و باشگاه فوتبال رایندورف آلتاخ اشاره کرد.
وی همچنین در تیم‌های ملی فوتبال جوانان آلمان و زیر ۲۰ سال آلمان بازی کرده‌است.